# Hans Doerr (Generalmajor)
Hans Doerr (* 14. September 1897 in Wilhelmshaven; † 9. September 1960 in Großkarolinenfeld bei Rosenheim) war ein deutscher Generalmajor, von 1943 bis 1945 Militärattaché und später Mitarbeiter der Organisation Gehlen.

## Leben
Doerr trat während des Ersten Weltkriegs am 8. April 1915 als Fähnrich in das Garde-Fußartillerie-Regiment der Preußischen Armee ein. Am 27. Mai 1915 kam er im II. Bataillon des 1. Garde-Reserve-Fußartillerie-Regiments an die Front. Dort wurde er am 18. August 1915 zum Leutnant befördert und war als solcher ab 1. Mai 1917 für drei Monate als Austauschoffizier zur k.u.k. Artillerie-Division 7 kommandiert worden. In den letzten Kriegsmonaten diente er als Batterieführer im Fußartillerie-Bataillon Nr. 151. Für seine Leistungen während des Krieges hatte man ihn mit beiden Klassen des Eisernen Kreuzes, dem Verwundetenabzeichen in Schwarz, sowie dem Österreichischen Militärverdienstkreuz III. Klasse mit Kriegsdekoration ausgezeichnet. Er war verheiratet mit Henni Petri (*1904 †1992) und hatte zwei Söhne, Hans-Henning (*1924 †1931) und Klaus (*1928 †1991).

## Zwischen den Weltkriegen
Nach Kriegsende ab Mitte Dezember 1918 zunächst zum Generalkommando des XIV. Armee-Korps kommandiert, wurde Doerr am 3. Juli 1919 mit der Versetzung in das Reichswehr-Artillerie-Regiment 7 in die Vorläufige Reichswehr übernommen. Kurz darauf erfolgte am 1. Oktober 1919 seine Versetzung in das Reichswehr-Artillerie-Regiment 3. Am 31. Dezember 1920 wurde er unter Verleihung des Charakters als Oberleutnant aus der Reichswehr verabschiedet. Jedoch wurde er bereits am 1. Mai 1924 wieder als Leutnant im 4. Artillerie-Regiment der Reichswehr angestellt und war hier bis Ende September 1927 tätig. In dieser Zeit absolvierte er mehrere militärische Lehrgänge. Anschließend zum Stab der III. Abteilung des 3. (Preußisches) Artillerie-Regiments nach Jüterbog versetzt, kehrte Doerr zum 1. Oktober 1931 in das 4. Artillerie-Regiment zurück und wurde zur Führergehilfenausbildung – der verdeckten Generalstabsausbildung – beim Stab der 5. Division nach Stuttgart kommandiert. Kurz darauf zum Hauptmann befördert, absolvierte er weitere Lehrgänge an der zu dieser Zeit noch geheimen Kriegsakademie in Berlin. Nach Abschluss wurde er am 1. Mai 1934 als Transportoffizier im Wehrkreiskommando VII. eingesetzt. Von dort wechselte er im Oktober 1936 als Batteriechef in das Artillerie-Regiment 13. Hier wurde er am 1. April zum Major befördert.
Ab September 1937 war Doerr Dozent für das Transportwesen an der Heereskriegsakademie in Berlin-Moabit. Die Akademie wurde mit Kriegsausbruch geschlossen. Kurz vorher war er noch zum Bevollmächtigten Kommissar für das Kriegstransportwesen für den Berliner Raum ernannt worden. Als die zwischen Deutschland und der Sowjetunion im sogenannten Hitler-Stalin-Pakt 1939 vereinbarten Arbeitsschritte in die Tat umgesetzt wurden, war Doerr Mitglied der Wirtschaftsdelegation, die ab 15. Oktober 1939 Gespräche in Moskau führten. Von Dezember 1939 bis 20. September 1940 diente er als Erster Generalstabsoffizier der 44. Infanterie-Division aus Wien. Seit 4. Juni 1941 Chef des Generalstabes des LII. Armeekorps, nahm Doerr am Überfall auf die Sowjetunion, dem „Unternehmen Barbarossa“ teil und erhielt für seine Leistungen am 8. Oktober 1942 das Deutsche Kreuz in Gold. Vom 22. bis 30. September 1942 befand er sich in der Führerreserve und fungierte anschließend als Chef des deutschen Verbindungsstabes zur rumänischen 4. Armee. Über die Schlacht von Stalingrad schrieb er später im Jahre 1955 ein Buch. Seine Einblicke rührten daher, dass er in dieser Zeit Mitglied des Generalstabes in der Abteilung Fremde Heere Ost war.
Ab 10. August 1943 übernahm Doerr kurzfristig die Aufgaben des Militärattachés an der deutschen Botschaft in Madrid. Sein Vorgänger, Wilhelm Otzen, war am 18. Juli 1943 bei einem Autounfall in der Nähe von Madrid ums Leben gekommen. Auf Grund der akuten Kriegslage und der noch bestehenden Neutralität Spaniens durfte dieser Posten nicht lange unbesetzt bleiben. Deutscher Botschafter war zu dieser Zeit in Madrid Sigismund von Bibra (1894–1973). Als Gehilfen des Militärattachés wirkten Oberst Branne und Hauptmann Wilhelmi eingesetzt. Doerrs Aufgabe war es vor allem, ein Ausbrechen Spaniens aus der Neutralität zu verhindern und sich um die Lieferung kriegswichtiger Rohstoffe und Waffen für Deutschland zu kümmern. So verhandelte er unter anderem mit dem Waffeneinkäufer von Juan Perón, Oberst Carlos Alberto Vélez. Am 1. Januar 1944 erfolgte seine Beförderung zum Generalmajor. Nach der Kapitulation Deutschlands geriet er am 10. Mai 1945 in Kriegsgefangenschaft, aus der er am 20. Dezember 1947 entlassen wurde.

## Bundesrepublik Deutschland
Nach Hause zurückgekehrt setzte sich Doerr 1949 bei Konrad Adenauer für die in Spanien noch internierten Deutschen, welche unter anderem im Lager Nanclares interniert waren, ein. Seit Anfang der 1950er Jahre war er Mitarbeiter der Organisation Gehlen und dabei neben der wichtigen Informationsbeschaffung unter anderem, durch seine noch bestehenden Kontakte in Spanien, an der Beschaffung von 38.000 Pistolen „Astra 600“ für die Ausrüstung militärischer Verbände in Deutschland beteiligt. In der Organisation Gehlen war er der erste Leiter einer Auslandsstelle nach dem Zweiten Weltkrieg. Neben seiner beruflichen Beschäftigung schrieb er kleinere Texte, so den in der „Zeit“ 1952 erschienenen Artikel Wie entsteht Militarismus?. Hier setzte er sich mit dem Sinn des „Soldatseins“ und Motiven für zukünftige Angehörige der Bundeswehr auseinander. Im Jahr 1955 kam seine Publikation Der Feldzug nach Stalingrad 1942/1943 heraus.
Doerr verstarb am 9. September 1960 in Großkarolinenfeld bei Rosenheim.

## Publikationen
- Eine große Privatsammlung wurde Museum. In: Die Zeit. Nr. 19/1951.
- Wie entsteht Militarismus? In: Die Zeit. Nr. 23/1952.
- Über den Wert und Unwert von Kriegserfahrungen. In: Wehrwissenschaftliche Rundschau. Jg. 4, 1954.
- Der Feldzug nach Stalingrad 1942/1943, Versuch eines operativen Überblicks. Mittler & Sohn, Darmstadt 1955.
- Der Große Chef. In: Wehrkunde. 6, 1957, S. 542–550.